# Ermin Šiljak
Ermin Šiljak (Lubiana, 11 maggio 1973) è un ex calciatore sloveno, di ruolo attaccante.

## Carriera

### Club
L'8 agosto del 1997 decide la sfida tra Bastia e Guingamp (1-0), valida per la seconda giornata di campionato.

## Statistiche

### Cronologia presenze e reti in nazionale
| Cronologia completa delle presenze e delle reti in nazionale ― Slovenia | Cronologia completa delle presenze e delle reti in nazionale ― Slovenia | Cronologia completa delle presenze e delle reti in nazionale ― Slovenia | Cronologia completa delle presenze e delle reti in nazionale ― Slovenia | Cronologia completa delle presenze e delle reti in nazionale ― Slovenia | Cronologia completa delle presenze e delle reti in nazionale ― Slovenia | Cronologia completa delle presenze e delle reti in nazionale ― Slovenia | Cronologia completa delle presenze e delle reti in nazionale ― Slovenia |
| Data                                                                    | Città                                                                   | In casa                                                                 | Risultato                                                               | Ospiti                                                                  | Competizione                                                            | Reti                                                                    | Note                                                                    |
| ----------------------------------------------------------------------- | ----------------------------------------------------------------------- | ----------------------------------------------------------------------- | ----------------------------------------------------------------------- | ----------------------------------------------------------------------- | ----------------------------------------------------------------------- | ----------------------------------------------------------------------- | ----------------------------------------------------------------------- |
| 23-3-1994                                                               | Skopje                                                                  | Macedonia                                                               | 2 – 0                                                                   | Slovenia                                                                | Amichevole                                                              | -                                                                       | 58’                                                                     |
| 6-12-1995                                                               | Hermosillo                                                              | Messico                                                                 | 1 – 2                                                                   | Slovenia                                                                | Amichevole                                                              | 1                                                                       | 87’                                                                     |
| 7-2-1996                                                                | Ta' Qali                                                                | Islanda                                                                 | 1 – 7                                                                   | Slovenia                                                                | Amichevole                                                              | 1                                                                       | 85’                                                                     |
| 9-2-1996                                                                | Ta' Qali                                                                | Malta                                                                   | 0 – 0                                                                   | Slovenia                                                                | Amichevole                                                              | -                                                                       |                                                                         |
| 11-2-1996                                                               | Ta' Qali                                                                | Russia                                                                  | 3 – 1                                                                   | Slovenia                                                                | Amichevole                                                              | -                                                                       | 31’ 64’                                                                 |
| 27-3-1996                                                               | Łódź                                                                    | Polonia                                                                 | 0 – 0                                                                   | Slovenia                                                                | Amichevole                                                              | -                                                                       | 54’                                                                     |
| 21-5-1996                                                               | Lubiana                                                                 | Slovenia                                                                | 2 – 2                                                                   | Emirati Arabi Uniti                                                     | Amichevole                                                              | 1                                                                       | 75’                                                                     |
| 18-3-1997                                                               | Linz                                                                    | Austria                                                                 | 0 – 2                                                                   | Slovenia                                                                | Amichevole                                                              | 1                                                                       | 46’                                                                     |
| 2-4-1997                                                                | Spalato                                                                 | Croazia                                                                 | 3 – 3                                                                   | Slovenia                                                                | Qual. Mondiali 1998                                                     | -                                                                       | 46’                                                                     |
| 30-4-1997                                                               | Copenaghen                                                              | Danimarca                                                               | 4 – 0                                                                   | Slovenia                                                                | Qual. Mondiali 1998                                                     | -                                                                       | 81’                                                                     |
| 6-9-1997                                                                | Lubiana                                                                 | Slovenia                                                                | 0 – 3                                                                   | Grecia                                                                  | Qual. Mondiali 1998                                                     | -                                                                       | 70’                                                                     |
| 11-10-1997                                                              | Lubiana                                                                 | Slovenia                                                                | 1 – 3                                                                   | Croazia                                                                 | Qual. Mondiali 1998                                                     | -                                                                       |                                                                         |
| 5-2-1998                                                                | Germasogeia                                                             | Islanda                                                                 | 0 – 3                                                                   | Slovenia                                                                | Amichevole                                                              | -                                                                       | 80’                                                                     |
| 6-2-1998                                                                | Germasogeia                                                             | Slovacchia                                                              | 1 – 1                                                                   | Slovenia                                                                | Amichevole                                                              | -                                                                       |                                                                         |
| 9-2-1998                                                                | Limassol                                                                | Cipro                                                                   | 1 – 0                                                                   | Slovenia                                                                | Amichevole                                                              | -                                                                       |                                                                         |
| 25-3-1998                                                               | Varsavia                                                                | Polonia                                                                 | 2 – 0                                                                   | Slovenia                                                                | Amichevole                                                              | -                                                                       | 85’                                                                     |
| 22-4-1998                                                               | Murska Sobota                                                           | Slovenia                                                                | 1 – 3                                                                   | Rep. Ceca                                                               | Amichevole                                                              | -                                                                       |                                                                         |
| 6-9-1998                                                                | Amarousio                                                               | Grecia                                                                  | 2 – 2                                                                   | Slovenia                                                                | Qual. Euro 2000                                                         | -                                                                       | 68’ 71’                                                                 |
| 3-6-2000                                                                | Lubiana                                                                 | Slovenia                                                                | 2 – 0                                                                   | Arabia Saudita                                                          | Amichevole                                                              | -                                                                       | 46’                                                                     |
| 21-6-2000                                                               | Arnhem                                                                  | Slovenia                                                                | 0 – 0                                                                   | Norvegia                                                                | Euro 2000 - 1º turno                                                    | -                                                                       | 86’                                                                     |
| 16-8-2000                                                               | Ostrava                                                                 | Rep. Ceca                                                               | 0 – 1                                                                   | Slovenia                                                                | Amichevole                                                              | -                                                                       | 46’                                                                     |
| 7-10-2000                                                               | Lussemburgo                                                             | Lussemburgo                                                             | 1 – 2                                                                   | Slovenia                                                                | Qual. Mondiali 2002                                                     | -                                                                       | 80’                                                                     |
| 11-10-2000                                                              | Lubiana                                                                 | Slovenia                                                                | 2 – 2                                                                   | Svizzera                                                                | Qual. Mondiali 2002                                                     | 1                                                                       | 59’                                                                     |
| 28-2-2001                                                               | Capodistria                                                             | Slovenia                                                                | 0 – 2                                                                   | Uruguay                                                                 | Amichevole                                                              | -                                                                       | 32’ 46’                                                                 |
| 21-8-2002                                                               | Trieste                                                                 | Italia                                                                  | 0 – 1                                                                   | Slovenia                                                                | Amichevole                                                              | -                                                                       | 90’                                                                     |
| 7-9-2002                                                                | Lubiana                                                                 | Slovenia                                                                | 3 – 0                                                                   | Malta                                                                   | Qual. Euro 2004                                                         | 1                                                                       | 90’                                                                     |
| 12-10-2002                                                              | Saint-Denis                                                             | Francia                                                                 | 5 – 0                                                                   | Slovenia                                                                | Qual. Euro 2004                                                         | -                                                                       |                                                                         |
| 12-2-2003                                                               | Nova Gorica                                                             | Slovenia                                                                | 1 – 5                                                                   | Svizzera                                                                | Amichevole                                                              | -                                                                       |                                                                         |
| 2-4-2003                                                                | Lubiana                                                                 | Slovenia                                                                | 4 – 1                                                                   | Cipro                                                                   | Qual. Euro 2004                                                         | 2                                                                       | 89’                                                                     |
| 30-4-2003                                                               | Ta' Qali                                                                | Malta                                                                   | 1 – 3                                                                   | Slovenia                                                                | Qual. Euro 2004                                                         | 2                                                                       | 89’                                                                     |
| 7-6-2003                                                                | Antalya                                                                 | Israele                                                                 | 0 – 0                                                                   | Slovenia                                                                | Qual. Euro 2004                                                         | -                                                                       |                                                                         |
| 20-8-2003                                                               | Murska Sobota                                                           | Slovenia                                                                | 2 – 1                                                                   | Ungheria                                                                | Amichevole                                                              | -                                                                       | 46’                                                                     |
| 6-9-2003                                                                | Lubiana                                                                 | Slovenia                                                                | 3 – 1                                                                   | Israele                                                                 | Qual. Euro 2004                                                         | 1                                                                       | 14’ 64’                                                                 |
| 10-9-2003                                                               | Lubiana                                                                 | Slovenia                                                                | 0 – 2                                                                   | Francia                                                                 | Qual. Euro 2004                                                         | -                                                                       |                                                                         |
| 11-10-2003                                                              | Limassol                                                                | Cipro                                                                   | 2 – 2                                                                   | Slovenia                                                                | Qual. Euro 2004                                                         | 2                                                                       |                                                                         |
| 15-11-2003                                                              | Zagabria                                                                | Croazia                                                                 | 1 – 1                                                                   | Slovenia                                                                | Qual. Euro 2004                                                         | 1                                                                       | 32’ 89’                                                                 |
| 18-2-2004                                                               | San Fernando                                                            | Polonia                                                                 | 2 – 0                                                                   | Slovenia                                                                | Amichevole                                                              | -                                                                       | 65’                                                                     |
| 31-3-2004                                                               | Celje                                                                   | Slovenia                                                                | 0 – 1                                                                   | Lettonia                                                                | Amichevole                                                              | -                                                                       | 44’                                                                     |
| 28-4-2004                                                               | Lancy                                                                   | Svizzera                                                                | 2 – 1                                                                   | Slovenia                                                                | Amichevole                                                              | -                                                                       | 75’                                                                     |
| 18-8-2004                                                               | Lubiana                                                                 | Slovenia                                                                | 1 – 1                                                                   | Serbia e Montenegro                                                     | Amichevole                                                              | -                                                                       | 89’                                                                     |
| 4-9-2004                                                                | Celje                                                                   | Slovenia                                                                | 3 – 0                                                                   | Moldavia                                                                | Qual. Mondiali 2006                                                     | -                                                                       |                                                                         |
| 8-9-2004                                                                | Glasgow                                                                 | Scozia                                                                  | 0 – 0                                                                   | Slovenia                                                                | Qual. Mondiali 2006                                                     | -                                                                       | 64’                                                                     |
| 9-10-2004                                                               | Celje                                                                   | Slovenia                                                                | 1 – 0                                                                   | Italia                                                                  | Qual. Mondiali 2006                                                     | -                                                                       | 12’                                                                     |
| 13-10-2004                                                              | Oslo                                                                    | Norvegia                                                                | 3 – 0                                                                   | Slovenia                                                                | Qual. Mondiali 2006                                                     | -                                                                       |                                                                         |
| 26-3-2005                                                               | Celje                                                                   | Slovenia                                                                | 0 – 1                                                                   | Germania                                                                | Amichevole                                                              | -                                                                       | 46’                                                                     |
| 30-3-2005                                                               | Celje                                                                   | Slovenia                                                                | 1 – 1                                                                   | Bielorussia                                                             | Qual. Mondiali 2006                                                     | -                                                                       | 56’                                                                     |
| 8-10-2005                                                               | Palermo                                                                 | Italia                                                                  | 1 – 0                                                                   | Slovenia                                                                | Qual. Mondiali 2006                                                     | -                                                                       | 46’                                                                     |
| 12-10-2005                                                              | Celje                                                                   | Slovenia                                                                | 0 – 3                                                                   | Scozia                                                                  | Qual. Mondiali 2006                                                     | -                                                                       | 54’                                                                     |
| Totale                                                                  |                                                                         | Presenze                                                                | 48                                                                      |                                                                         | Reti (6º posto)                                                         | 14                                                                      |                                                                         |

## Palmarès

### Giocatore

#### Competizioni nazionali
- Campionato sloveno: 1

Olimpia Lubiana: 1994-1995
- Coppa di Slovenia: 1

Olimpia Lubiana: 1995-1996
- Supercoppa di Slovenia: 1

Olimpia Lubiana: 1995
- Campionato svizzero: 1

Servette: 1998-1999
- Coppa Svizzera: 1

Servette: 2000-2001

#### Competizioni internazionali
- Coppa Intertoto UEFA: 1

Bastia: 1997